# جامعة سينسيناتي
جامعة سينسيناتي (بالإنجليزية: University of Cincinnati)‏ هي جامعة حكومية بمدينة سينسيناتي بولاية أوهايو.
(يشار اليه عادة باسم سينسيناتي أو UC) هي جامعة علمية شاملة للبحوث في مدينة سينسيناتي في ولاية أوهايو الأميركية، وجزء من نظام جامعة ولاية أوهايو.
تأسست في عام 1819 كما سينسيناتي كلية، هو أقدم مؤسسة للتعليم العالي في سينسيناتي ويحتوي على الالتحاق السنوية أكثر من 40,000 طالب، مما يجعلها ثاني أكبر جامعة في ولاية أوهايو واحدة من أكبر الجامعات في الولايات المتحدة.

## القطاعات
- التصميم، الهندسة المعمارية، الفنون، التخطيط
- معهد موسيقى
- كلية McMicken College للفنون والعلوم
- أكاديمية سينسيناتي للصحة
- كلية الهندسة
- كلية التربية والإجرام والعدالة وخدمات الإنسانية

المصدر: جامعة سينسيناتي